# 昭和バスストップ
昭和バスストップ（しょうわバスストップ）は、山梨県中巨摩郡昭和町にある中央自動車道上のバス停留所。県道3号と中央自動車道が交差する付近にある。案内上のバス停名は中央道昭和である。

## 停車する路線
- 岡谷・上諏訪 - 新宿線（中央高速バス、山梨交通・アルピコ交通・京王バス・フジエクスプレス・JRバス関東）
元八王子BS - 昭和BS - 双葉東BS

※名古屋ライナー甲府号の停留所である甲府昭和バス停は、当バス停ではなく一般道（アルプス通り沿い）にある。

## バス停へのアクセス
- JR東海身延線国母駅より徒歩15分。
- JR東日本甲府駅から山梨交通バス53系統「南湖経由 鰍沢営業所」行き、56系統「千秋橋経由 山梨大学医学部付属病院」行きに乗車、国母駅入口バス停より徒歩12分。
- JR東日本甲府駅から山梨交通バス58系統「昭和バイパス経由 山梨大学医学部付属病院」行きに乗車、五本杉バス停より徒歩5分。